# メディア・ライツ・キャピタル
メディア・ライツ・キャピタル（英: Media Rights Capital、略称：MRC）は、現CEOであるモルデカイ・ウィクズィクとアスィフ・サトチュが創設した、アメリカ合衆国の独立系映画製作会社。映画の製作および配給・テレビ放送、DVDやBlu-ray Discの販売などの多様なメディア事業を行っている。主にデジタルコンテンツの作成・配信を専門業務としており、業界内のさまざまな企業を介して作品を発信している。

## 配給業務提携
- 自主制作（2006年 - 現在）
- ワーナー・ブラザース（2009年 - 2012年）
- ユニバーサル・ピクチャーズ（2009年 - 現在）

## 主な製作作品

### 映画
- バベル Babel (2006)
- 彼が二度愛したS Deception (2008)
- ブルーノ Brüno (2009)
- ショーツ 魔法の石大作戦 Shorts (2009)
- ウソから始まる恋と仕事の成功術 The Invention of Lying (2009)
- 運命のボタン The Box (2009)
- デビル Devil (2010)
- アジャストメント The Adjustment Bureau (2011)
- ピザボーイ 史上最凶のご注文 30 Minutes or Less (2011)
- テッド Ted (2012)
- エリジウム Elysium (2013)
- 荒野はつらいよ 〜アリゾナより愛をこめて〜 A Million Ways to Die in the West (2014)
- チャッピー CHAPPiE (2015)
- ワイルド・スピード SKY MISSION Fast＆Furious 7 (2015)
- テッド2 Ted 2 (2015)
- ベイビー・ドライバー Baby Driver (2017)
- 劇場版 ドーラといっしょに大冒険 Dora and the Lost City of Gold (2019)
- ナイブズ・アウト/名探偵と刃の館の秘密 Knives Out (2019)
- ラブバード The Lovebirds (2020)
- スポンジ・ボブ: スポンジ・オン・ザ・ラン The SpongeBob Movie: Sponge on the Run (2020)
- スパークス・ブラザーズ The Sparks Brothers (2021)
- ピーターラビット2/バーナバスの誘惑 Peter Rabbit 2: The Runaway (2021)
- モンスター・ホテル 変身ビームで大パニック! Hotel Transylvania: Transformania (2022)
- ジェリー&マージ・ゴー・ラージ(原題) Jerry & Marge Go Large (2022)
- 説得 Persuasion (2022)
- ジ・ブラックニング(原題) The Blackening (2023)
- Fair Play/フェアプレー Fair Play. (2023)
- ミリ・ヴァニリ(原題) Milli Vanilli (2023)
- セルフ・リライアンス(原題) Self Reliance (2023)
- Saltburn Saltburn (2023)
- アメリカン・フィクション American Fiction (2023)
- ザ・コンテスタント(原題) The Contestant (2023)